# Longiantrum quadra
Longiantrum quadra là một loài bướm đêm thuộc họ Erebidae. Loài này có ở miền bắc Việt Nam.
Sải cánh dài khoảng 10 mm.